# Серджо Бірагі
Серджо Бірагі (італ. Sergio Biraghi, нар. 6 листопада 1941, Мілан) - італійський адмірал, начальник генерального штабу ВМС Італії протягом 2004-2006 років.

## Біографія
Серджо Бірагі народився 6 листопада 1941 року у Мілані. Закінчив інститут «Гонзага» у Мілані та у 1961 році вступив до Військово-морської академії в Ліворно. Закінчив її у 1964 році, пройшовши курс для штабних офіцерів. Також закінчив Пізанський університет за спеціальністю «Морські науки». Спеціалізувався у криптографії та телекомунікаціях. 
З 1964 року ніс службу на крейсері «Сан Джорджо», у 1966 році - на фрегаті «Лічо Візінтіні», у 1967 році - на фрегаті «Касторе». Потім командував тральщиками «Піно» та «Агаве».
У 1974 році отримав звання капітана III рангу та був призначений у 2-й відділ інформації та операцій з безпеки генерального штабу ВМС Італії.
Протягом 1981-1982 років був помічником капітана  есмінця КРО «Аудаче», а протягом 1982-1983 років - капітаном ракетного фрегата «Маестрале».
З 1983 року ніс службу у генеральному штабі флоту. З березня 1987 року командував авіаносцем «Джузеппе Гарібальді». З 1988 року був начальником штабу 1-ї морської дивізії. З 1989 по 1994 рік був начальником департаменту у генеральному штабі флоту.
31 грудня 1991 року Серджо Бірагі отримав звання контрадмірала. З грудня 1994 року по жовтень 1996 року командував 1-ю морською дивізією. 31 грудня 1994 року отримав звання дивізійного адмірала. З листопада 1996 року по лютий 1999 року був начальником загального департаменту в генеральному штабі збройних сил Італії. У 1998 році створив відділ безпеки та інформації у генштабі збройних сил.
1 липня 1998 року отримав звання ескадреного адмірала. 22 травня 1999 року Президент Італії Карло Чампі призначив Серджо Бірагі своїм військовим радником. 
З 9 лютого 2004 року став начальником генерального штабу ВМС Італії. На цій посаді він ініціював програму модернізації італійського флоту, запустивши будівництво двох нових підводних човнів, а також 10 багатоцільових фрегатів типу FREMM.
9 лютого 2006 року  вийшов у відставку у зв'язку із досягненням граничного віку служби.
З 2007 по 2018 рік співпрацював з корпорацією «Fincantieri», просуваючи будівництво на верфях компанії бойових кораблів прибережної зони для флоту США.
З 2008 по 2012 рік був позаштатним радником Президії ради міністрів (італ. Presidenza del Consiglio dei ministri).
Маючи понад 20-річний досвід роботи у галузі розвідки та безпеки, Серджо Бірагі був викладачем у низці університетів Риму, зокрема «Ла Сап'єнца», «Тор Вергата» та «Link Campus».

## Нагороди

### Італійські
- Кавалер Великого хреста Ордена «За заслуги перед Італійською Республікою»
- Великий офіцер Ордена «За заслуги перед Італійською Республікою»
- Командор Ордена «За заслуги перед Італійською Республікою»
- Маврикіанська медаль
- Золота медаль «За заслуги перед Червоним хрестом»
- Золота медаль за довголітнє командування військово-морськими силами
- Почесна медаль за довголітнє судноводіння (15 років)
- Золотий хрест за вислугу років
- Почесна відзнака Президента республіки
- Кавалер Великого хреста костянтинового ордена Святого Георгія

### Іноземні
- Великий офіцер ордена Визволителя Сан-Мартіна (Аргентина)
- Великий хрест I ступеня Почесного знаку «За заслуги перед Австрійською Республікою» (Австрія)
- Гранд-офіцер Ордена Леопольда I (Бельгія)
- Великий офіцер Ордена Морських заслуг (Бразилія)
- Орден «За дипломатичні заслуги» 1 класу  (Південна Корея)
- Командор Ордена Почесного легіону (Франція)
- Великий офіцер Ордена Зірки Йорданії (Йорданія)
- Великий командор Ордена Фенікса (Греція)
- Гранд-офіцер Ордена Адольфа Нассау (Люксембург)
- Командор ордена захисника королівства (Малайзія)
- Почесний компаньйон Ордена Заслуг (Мальта)
- Медаль військово-морських заслуг (Мексика)
- Командор із зіркою Ордена Заслуг (Норвегія)
- Великий офіцер Ордена «Сонце Перу» (Перу)
- Кавалер великого хреста ордена військово-морських заслуг (Перу)
- Командор Ордена «За заслуги перед Польщею» (Польща)
- Кавалер Великого хреста Ордена Заслуг (Португалія)
- Великий офіцерський хрест Ордена «За заслуги перед Федеративною Республікою Німеччина» (ФРН)
- Лицар-командор Ордена Британської імперії (Велика Британія)
- Великий офіцер ордена Святої Агати (Сан-Марино)
- Кавалер Великого хреста Ордена Святого Сильвестра (Ватикан)
- Великий хрест з мечами Ордена Заслуг pro Merito Melitensi (Мальтійський орден)
- Командор Легіону Заслуг (США)
- Командор ордена заслуг (Туніс)
- Командорський хрест із зіркою ордена заслуг (Угорщина)
- Медаль Східної республіки Уругваю